# Тверицы (Смоленская область)
Тверицы — деревня в Смоленской области России, в Кардымовском районе. Население — 169 жителей (2007 год). Расположена в центральной части области в 5 км к северу от Кардымова, в 10 км к югу от автодороги М1 «Беларусь», железнодорожная станция о.п. 376-й км на ветке Москва – Минск. Входит в состав Берёзкинского сельского поселения.

## История
В 1836 году владельческая деревня с усадьбой и плодовым садом, принадлежавшая подпоручику С.П. Плескачевскому.В 1859 году в деревне 12 дворов и 127 жителей. В 1904 году деревня Присельской волости Духовщинского уезда - 23 двора, 166 жителей, кузница, два кожевенных завода.

## Экономика
Магазины, сельхозпредприятие «Тверицы», начальная школа, медпункт, клуб, библиотека.В 2004 г.школа была реорганизована.

## Достопримечательности
- Памятник односельчанам, погибшим в 1941-1945 годах.